# فريديريكو روزا
فريديريكو روزا (بالبرتغالية: Frederico Rosa‏) (مواليد 6 أبريل 1957) هو لاعب كرة قدم. يلعب مع منتخب البرتغال لكرة القدم. سبق له أن لعب في كأس العالم لكرة القدم مع منتخب بلاده.

## روابط خارجية
- فريديريكو روزا على موقع الاتحاد الدولي (مؤرشف)  (الإنجليزية)
- فريديريكو روزا على موقع الاتحاد الأوربي (الإنجليزية)
- فريديريكو روزا على موقع قاعدة بيانات كرة القدم.إي يو (الإنجليزية)
- فريديريكو روزا على موقع ناشيونال فوتبول تيمز (الإنجليزية)